# Beg for It
«Beg For It» en español: «Rogar por Ello» es una canción de la Rapera Australiana Iggy Azalea, con la cantante Danesa MØ, la pista pertenece a la primera Reedición de Minaj, Reclassified. La canción fue escrita por Minaj, Charli XCX, The Invisible Men y Kurtis McKenzie y Jon Turner de The Arcade, y producida por los dos últimos. La canción fue lanzada el 24 de octubre de 2014, como el primer sencillo de la reedición del álbum debut de Minaj The New Classic (2014), titulado Reclassified (2014). Una vista previa en vivo inicial de la canción para septiembre de 2014 dio lugar a la especulación mediática que incluyó XCX como la secuela de "Fantasía". Sin embargo, más tarde se reveló que XCX escribió el coro de la pista para MØ, quien descubrió Azalea en YouTube. Un pop-rap y electro-trampa canción, "Beg for It" contiene una percolación, ritmo marcado auge y solicita una sensación minimalista sinuosa. Su contenido lírico comprende temas de poder femenino y destacada figura la frase "pussy power".
La canción obtuvo críticas generalmente favorables de los críticos de música, muchos de los cuales comenzaron su catchiness. Otros eran, sin embargo, ambivalentes hacia sus similitudes con los anteriores sencillos de Azalea como "Black Widow" y "Fancy". "Beg for It" se convirtió en un top 30, hit en los Billboard Hot 100 de EE. UU. y en Australia, donde alcanzó el puesto número 27 y número 29, respectivamente. Era más éxito en los EE. UU. Hot R & B / Hip-Hop Songs donde alcanzó el número ocho durante cinco semanas consecutivas y se convirtió en el cuarto top 10 hit del 2014 de Azalea. En mayo de 2015, "Beg for It" fue certificado platino por la Recording Asociación de la Industria de América (RIAA). 
Un video musical para la canción, dirigido por David LaChapelle, fue cancelado debido a problemas de agenda y calendario de la gira de Azalea. En cambio, un vídeo lyrics de acompañamiento para la canción fue lanzada en la página de VEVO de Azalea. Su primera presentación en vivo de la canción fue en Saturday Night Live, la cual fue criticada por muchos, que comentaron extensamente sobre MØ y su latencia vocal, mala sincronización y rendimiento, considerándola "uno de los momentos en vivo la mayoría-cringe digno de la historia reciente". MØ subió una disculpa escrita a mano en respuesta a la crítica, en la que explicó que ella experimentó dificultades técnicas con su micrófono. La cantante estuvo ausente en todas las actuaciones posteriores en directo de Azalea con "Beg for It" en The Tonight Show Starring Jimmy Fallon, los 41o People Choice Awards y los 2014 American Music Awards.

## De fondo
"Beg for It" fue escrito por Azalea, Charli XCX, The Invisible Man, y Kurtis McKenzie y Jon Turner de The Arcade. The Invisible Man y The Arcade fueron quienes produjerón la pista, mientras que Daniel Zaidenstadt y Paul Falcone hicieron la grabación. La canción fue grabada en cuatro estudios diferentes; Record Plant en Los Angeles, Sarm West Studios Grove Studios en Londres, y el centro de Music Studios en Nueva York. "Beg for It" fue posteriormente mezclado por Anthony Kilhoffer con la ayuda de Kyle Ross en The Mix Spot en Los Angeles, y luego masterizado por Miles Showell en Abbey Road Studios de Londres.
"Beg for It" sirvió como primer sencillo de la reedición del álbum debut de Azalea The New Classic, titulado Reclassified (2014), y fue precedido por el sencillo promocional, "Iggy SZN".  Los sencillos Cover Art fueron revelados por Azalea en Instagram el 17 de octubre de 2014. La cubierta esbozado representa Azalea posando con una chaqueta que cubre más de hombro, mientras que acompañado de una pantera blanco. Un escritot para Idolator, Bradley Stern, elogió el visual, que indica que la rapera estaba "buscando feroz".  John Walker de MTV News opinó que la obra fue influenciada principalmente por el artista estadounidense Patrick Nagel y 1980 de la moda. [9] "Beg for It "fue lanzado como descarga digital en los Estados Unidos el 24 de octubre de 2014, con la pre-orden de Reclassified en iTunes Store. La canción recibió entonces su estreno en la radio iHeart Radio unas horas más tarde. WJHM posteriormente jugaron la canción 16 veces en su primer día de su estreno. [14] "Beg for It impactó en la radio hit contemporánea y la radio contemporánea rítmica en los Estados Unidos el 28 de octubre de 2014.El lanzamiento digital de la canción fue programado al 24 de noviembre de 2014 en el Reino Unido. A remixes digitales EP se encargó más tarde en Australia el 18 de diciembre de 2014, [17] y en el Reino Unido el 25 de enero de 2015.

## Composición
"Beg for It" es una canción pop-rap y electro-tramp, contiene una percolación, en auge ritmo marcado, y contiene una sensación minimalista sinuosa, la instrumentación de la canción comprende un 24, se hizo eco de sintetizador, bajo traviesa ahuecado, la batería y teclados interpretado por miembros de The Invisible Men y The Arcade. "Beg for It" está ajustado en el tiempo firma del tiempo común, con un tempo moderadamente rápido de 94 latidos por minuto. Está compuesta en la tonalidad de mi - plana con Azalea y voces de MØ que abarca los nodos tonales de E ♭ 4 a D ♭ 5. Una secuencia básica de Am-F-C-G es seguido a lo largo de la canción como su progresión de acordes. [26] 
La pista se abre con la línea, "Pull up looking picture perfect, baby / High price, but I'm worth it baby", mientras que MØ canta el coro, "I know you like the way I turn it on / I'm out here with my friends / Imma make you beg, make you beg for it”, con “arrogancia”,y un tono lúdico y burbujeante;  en contraste con la cadencia y la jactancia de Azalea en sus versos . Se señaló que la vocal de MØ fue fuertemente procesada, con una muestra jocoso atado junto con él. [29] "Beg for It" también cuenta con las voces adicionales de XCX y coros por Antonia Karamani.  La pista cosechó varias comparaciones con dos sencillos anteriores de la Rapera, "Black Widow" y "Fancy". También señalaron que compartía similitudes con el sencillo de T.I "No Mediocre", que cuenta con Azalea.
“Beg for It” contiene temas de poder femenino, y destacada figuras con la frase "pussy power". [ La  letra "Iggy, Iggy, Iggy can't you see? / That everyone wants to put their hands on me" interpola The Notorious BIG" Hypnotize "(1997)  Marissa G. Miller de Radio.com señaló que el verso de Azalea"That everybody wanna put their hands on me / See I be on this money why your man on me / And I need another hand with all these bandz on me” representado a la Rapera como “testarudo”. A lo largo de la canción, la letra Azalea se burla y regodearse sobre un ex-amante que" quiere traer la sensación atrás ". "Beg for It " también explora un tema emergente común de decirle a un hombre que trabajar duro por la atención de la protagonista.

## Recepción crítica
"Beg for It" cosechó críticas generalmente favorables de los críticos de música. Jeff Benjamin de Fuse dijo: Azalea "brilla y suena con más confianza que nunca" y que la canción era "tal vez incluso más adictivo" que "Fancy". MTV News el reportero Adam Fleischer dijo que la rapera "puede tener otro gran éxito en su manos”. Jaclyn Hendricks del New York Post sugirió que "Beg for It" era la canción más pegadiza de Azalea hasta la fecha. Para complementar la muestra jocoso de la pista, de MØ" distinta vocal y rap de la azalea, Amy Davidson de Digital Spy dijo que el sencillo fue "haciendo nada para desmentir que Iggy es cualquier cosa menos en la parte superior de su juego en este momento". AllMusic David Jeffries destacó "Beg for It" como la segunda mejor canción en Reclassified, detrás de "Iggy SZN". Un escritor de Complex David Drake lo describió como "un registro más inmediato, el pop-diagrama listo que todo lo que ha hecho fuera" Fancy "en sí". Rory Cashin de Estado elogió la "confianza única frío sexy" de MØ en "Beg for It ". La pista fue también considera" pegadizo "por Daniel Kreps de la revista Rolling Stone.  Si bien las consecuencias del de sonido Chris Coplan sentía, demostró la versatilidad de Azalea en sus colaboraciones musicales.
Sin embargo, los críticos eran ambivalentes hacia similitudes de la canción con "Fancy" y "Black Widow". De Idolator Mike Wass dijo que la pista se acerca a un parecido con "Fancy", pero señaló que "la fórmula claramente todavía funciona". Wass también dio alabanza al flujo de Azalea en sus letras y predijo que con un video musical, "Beg for It" se convertiría en el cuarto top 10 hit de la rapera en el Billboard Hot 100. Patrick Ryan de EE. UU. Hoy elogió la pista para que contenga las grapas de "Fancy" y "Black Widow", y destacó sus versos "detención", "hipnótico"  y el coro como "memorable". Del mismo modo, de PopSugar Nick Maslow felicitó "Beg for It" para seguir el conjunto fórmula por sus dos predecesores, versos de "memorables" de Azalea y MØ. 
James Grebey de Spin escribió: "La mayor parte de la canción que suena un poco como un mashup de 'Fancy' y 'Black Widow,' una comparación que puede, suponemos, puede tomar como un cumplido o, ya sabes, no”. En una crítica agridulce, Billboard columnista Jason Lipshutz premio a "Befg for It "en más de dos años y medio con cinco estrellas, criticando el uso de Azalea de símiles a medio cocer y siguiendo la fórmula de" Fancy ", pero visto la canción como "mejor oferta por US estrellato" de MØ.  El escritor Carolyn Menyes de Music Times dijo que lo que hizo "Beg for It" más notable fue la manifestación de que su gancho fue escrito por el colaborador "Fancy" XCX, y desestimó su letras y rimas. Sintió Azalea mostró "impresionante destreza en el rap", pero fue serpenteando a lo largo de la pista. Sin embargo, Menyes llamado a MØ "el verdadero destacado" en la pista y dijo que iba a ayudar a la cantante con su avance en el éxito de corriente en los Estados Unidos. Allan Raible de ABC News mirado la canción como un "rehacer" de " Fancy"y sintió Azalea carecía de un" impresionante flujo ". Raible concluyó: "Aunque esto funciona, es más de lo mismo".  En una crítica negativa, Jim Farber del Daily News llamó a "Beg for It" a "reciclado de memorias" de "Fancy", y comentó: " Suena como que fue lanzado en conjunto lo más rápidamente posible, una concesión nervioso a su base de fanes voraz”. Mientras que Sam Wolfson de The Guardian consideró" una estafa barata "de" Fancy", y añadió," la misma coro colegiala y el flujo GGG-trucos ". Del mismo modo, Maura Johnston de la misma publicación, dijo que la pista" no puede sostener una vela a 'Fancy' ".

## Rendimiento comercial
En los Estados Unidos, "Beg for It" debutó en el número 92 en el Billboard Hot 100 emitida el 8 de noviembre de 2014. Se vendieron 20.000 copias digitales y cosechó una audiencia de 20 millones de la radio en su primera semana. En su quinta semana, que subió desde el número 49 hasta el número 35, en parte atribuida por un aumento del 12% en sus ventas digitales de 48.000 copias esa semana. La canción luego se elevó a 29 el número de la semana siguiente, en parte atribuido por el 150,0000 arroyos que recibido para esa semana. Se pasó a pico en el número 27 el 10 de enero de 2015, convirtiéndose en el sexto top 40 hit de Azalea y la primera entrada del mapa de MØ en el Billboard Hot 100, y permaneció en el gráfico para un total de 16 semanas."Beg for It" hizo una reverencia en el número 26 en el R & B Hot / Hip-Hop Songs Chart el 8 de noviembre de 2014.En su quinta semana, se levantaron a partir del número 14 hasta el número 9 y fue mayor cobertura radiofónica de la tabla Gainer para esa semana. La canción también marcada cuarto top 10 hit de Azalea en Hot R & B / Hip-Hop Songs del 2014,  y pasó a pico en el número ocho durante cinco semanas consecutivas. "Beg for It" debutó en el número 28 en el tabla rítmica emitido para 15 de noviembre de 2014 como su mayor ganador para esa semana. A continuación, subió al número 17, convirtiéndose en mayor ganador de la tabla por segunda semana consecutiva, y más tarde alcanzó su punto máximo en el número cuatro en la carta de fecha de 3 de enero de 2015. [49] "Beg for It" fue más exitoso en la tabla Songs Dance Club, donde debutó en el número 48 en la carta emitida el 27 de diciembre de 2014,y más tarde alcanzó el puesto número 3 por dos semanas consecutivas . A partir de enero de 2015, "Beg for It" había vendido 604,380 copias en los Estados Unidos. Fue certificado Platino por la Recording Industry Association of America  (RIAA) el 29 de mayo de 2015. 
"Pida él" alcanzó el puesto número 29 en la carta emitidos para 23 de noviembre de 2014 en Australia, marcando el sexto top 40 hit de Azalea en Australia. En Canadá, la canción debutó en el número 88 en el Canadian Hot 100 de fecha de 7 de diciembre de 2014, y pasó a llegar a un pico de número 44. "Beg for It" tuvo menos éxito en el Reino Unido, donde se inclinó en un pico de número 111 en los UK Singles Chart emitida el 6 de diciembre de 2014. También alcanzó el puesto número 88 en la lista de sencillos ngles del escocés.

## Vídeo musical
Un video musical para la canción, dirigido por David LaChapelle, fue cancelado debido a problemas de agenda y calendario de la gira de Azalea. En cambio, un vídeo lyrics de acompañamiento para la canción fue lanzada en la página de VEVO de Azalea. 

## Formatos y listados de pista
- Descarga digital[1]

- Descarga digital– Remixes EP [2]

1. "Beg for It" (featuring MØ) [ETC!ETC! Remix] – 3:07
2. "Beg for It" (featuring MØ) [Riddim Commission Remix] – 4:50
3. "Beg for It" (featuring MØ) [The Heavy Trackerz Remix] – 3:29
4. "Beg for It" (featuring MØ) [Zoo Station Remix] – 3:43
5. "Beg for It" (featuring MØ) [R3II Remix] – 2:58
6. "Beg for It" (featuring MØ) [SloWolf Remix] – 3:04

## Créditos y personal
Administración
- Grabado en Planta Récord, Los Ángeles; Sarm Estudios Del oeste, Grove Estudios, Londres; Estudios de Música Céntrica, Nueva York
- Mezclado en El Sitio de Mezcla, Los Ángeles
- Mastered En Estudios de Carretera de la Abadía, Londres
- Publicado por Magnífico Hustle / Sony ATV / Blacksmith Vuelta / de Música Primera Música que Publica / Sony ATV EMI / la música Universal que Publica / Música de Papel del Bolígrafo / Lateral Publicando

Personal

## Charts
| Chart (2014–15)                      | Peak position |
| ------------------------------------ | ------------- |
| Australia (ARIA)                     | 29            |
| Australian Urban (ARIA)              | 2             |
| Belgium (Ultratip Flanders)          | 9             |
| Belgium (Ultratip Wallonia)          | 19            |
| Belgium Urban (Ultratop)             | 25            |
| Scotland (Official Charts Company)   | 88            |
| UK Singles (Official Charts Company) | 7             |

## Certificaciones
| País           | Organismo certificador | Certificación | Ventas  | Ref.   |
| -------------- | ---------------------- | ------------- | ------- | ------ |
| Australia      | ARIA                   | Platino       | 70 000  | [ 9 ]  |
| Estados Unidos | RIAA                   | Platino       | 1 000   | [ 10 ] |
| Nueva Zelanda  | RIANZ                  | Oro           | 7 500   | [ 11 ] |
| Reino Unido    | BPI                    | Oro           | 100 000 | [ 12 ] |

## Historial de Lanzamiento
| País           | Fecha                   | Formato                                                                                 | Sello      | Ref.  |
| -------------- | ----------------------- | --------------------------------------------------------------------------------------- | ---------- | ----- |
| United States  | 24 de octubre de 2014   | Digital download (made available for purchase upon pre-ordering Reclassified on iTunes) | Def Jam    |       |
| United States  | 28 de octubre de 2014   | Contemporary hit radio rhythmic contemporary                                            | Def Jam    |       |
| United Kingdom | 24 de noviembre de 2014 | Digital download                                                                        | Virgin EMI |       |
| Australia      | 18 de diciembre de 2014 | Digital download – Remixes EP                                                           | Virgin EMI | [ 2 ] |
| United Kingdom | 25 de enero de 2015     | Digital download – Remixes EP                                                           | Virgin EMI |       |